# Буш, Джордж Герберт Уокер
Джордж Ге́рберт Уо́кер Буш, также известный как Джордж Буш — старший (англ. George Herbert Walker Bush; 12 июня 1924, Милтон, Массачусетс — 30 ноября 2018, Хьюстон, Техас, США) — американский государственный и политический деятель, бизнесмен, дипломат, 41-й президент США (1989—1993), 43-й вице-президент США при Рональде Рейгане (1981—1989) от Республиканской партии. Член Палаты представителей от 7-го круга штата Техас (1967—1971), посол США в ООН (1971—1973), посол США в Китае (1974—1975), директор ЦРУ (1976—1977). Лейтенант запаса ВВС США (1945).
Родился в штате Массачусетс. После окончания Академии Филлипса, Буш в 1942 году ушёл в армию США, с 1943 года служил пилотом бомбардировщика в резерве Военно-морских сил США во время Второй мировой войны на военном театре Тихого океана, а затем закончил Йельский университет (бакалавр экономики, 1948) и переехал в Техас, где основал успешную нефтяную компанию. В 1966 году был избран в Палату представителей. Впоследствии, президент Ричард Никсон назначил Буша представителем США при ООН, а через два года и председателем Национального комитета Республиканской партии. В 1976 году Буш стал директором Центральной разведки (ЦРУ). В 1980 году выдвигал свою кандидатуру на пост президента США, но был побежден в ходе праймериз Рональдом Рейганом, который затем назначил его вице-президентом. В 1988 году победил на выборах демократического кандидата Майкла Дукакиса и стал президентом.
Ключевым аспектом нахождения Буша на посту президента была внешняя политика, характеризовавшаяся окончанием Холодной войны, распадом Советского Союза и объединением Германии. Под его руководством войска США в 1989 году вторглись в Панаму и в 1991 году в результате многонациональной военной операции с санкции Совета Безопасности ООН завершили иракскую оккупацию Кувейта. Буш также проводил переговоры по созданию Североамериканской зоны свободной торговли. Несмотря на данное во время предвыборной кампании обещание не вводить новые налоги, он увеличил налоговую нагрузку для снижения значительного бюджетного дефицита. Подписал федеральные законы Закон об иммиграции (1990), увеличивший возможности иммиграции в США, и Закон «О контроле над химическим и биологическим оружием и запрете их военного использования» (1991) о контроле над распространением химического и биологического оружия. На фоне рецессии он проиграл президентские выборы кандидату от демократов Биллу Клинтону. Историки и политологи оценивают его период нахождения на посту президента как «выше среднего».
Неофициальное прозвище «старший» получил после того, как его сын Джордж Буш — младший в 2001 году стал 43-м президентом США, чтобы устранить неоднозначность толкования фразы «президент США Джордж Буш». Также, он отец 43-го губернатора Флориды Джеба Буша.
Умер в 2018 году, будучи на тот момент самым долгоживущим президентом США в истории в возрасте 94 года (позднее, его рекорд побил его одногодка Джеймс Картер).

## Биография

### Ранние годы

Маленький Джордж Г. У. Буш делает первые шаги в доме своего деда в Кеннебанкпорт, Мэн, примерно 1925

Джордж Герберт Уокер Буш родился в доме 173 на улице Адама в городке Милтон, штат Массачусетс 12 июня 1924 года. Семья Буша переехала из Милтона в Гринвич, Коннектикут, вскоре после его рождения. Буш начал своё обучение в окружной дневной школе Гринвича. Начиная с 1936 года, он посещал Академию Филлипса в Эндовере (штат Массачусетс), где он занял большое количество лидерских позиций, включая позицию президента старших классов и секретаря студенческого совета, президента общества сбора денег на благотворительность, члена редколлегии школьной газеты, капитана спортивных команд по бейсболу и футболу.

### Вторая мировая война
После нападения на Перл-Харбор в декабре 1941 года Буш решил вступить в ВМС США, так что после окончания Академии Филлипса в начале 1942 года, он стал морским лётчиком в 18 лет. После окончания 10-месячных курсов он становится младшим офицером в резерве ВМС США на военно-морской авиабазе Корпус Кристи (Техас), 9 июня 1943 года, за 3 дня до его 19 дня рождения, что сделало его самым молодым морским лётчиком того времени.
Он был назначен в эскадрилью торпедоносцев (VT-51) в качестве офицера-фотографа в сентябре 1943 года. В следующем году его эскадрилья разместилась на авианосце «Сан-Хасинто» как часть ударного авианосного соединения. Там за своё худощавое телосложение Буш получил прозвище «Кожа» (Skin). В течение этого времени 51-е авианосное соединение одержало ряд побед в воздушно-морском сражении Второй мировой войне: битве при Марианских островах.
1 августа, после присвоения Бушу звания младшего лейтенанта, авианосец «Сан-Хасинто» начал операцию против японцев на Бонинских островах. Буш пилотировал торпедоносец-бомбардировщик «Эвенджер» из эскадрильи VT-51, которая атаковала японские военные сооружения на острове Титидзима. Его экипаж в этой операции, состоявшейся 2 сентября 1944 года, включал стрелка-радиста Джона Дилани и штурмана, младшего лейтенанта Уильяма Уайта. В ходе их атаки «Эвенджер» лейтенанта Буша попал под интенсивный зенитный огонь и был подбит, его двигатель загорелся. Несмотря на пожар в самолёте, Буш выполнил своё задание и сбросил бомбы на свою цель, нанеся некоторые разрушения. С горящим двигателем Буш пролетел несколько миль от острова, где он и другие члены его экипажа выпрыгнули с парашютами из самолёта. Парашюты других не раскрылись. Не было определено, кто выпрыгнул вместе с Бушем, так как Дилани и Уайт были убиты в ходе сражения. Буш провёл 4 часа на надувном плоту, в то время как несколько истребителей кружили над ним в целях защиты, пока он не был спасён подводной лодкой «Финбэк». В следующие месяцы он оставался на «Финбэке» и участвовал в спасении других лётчиков.

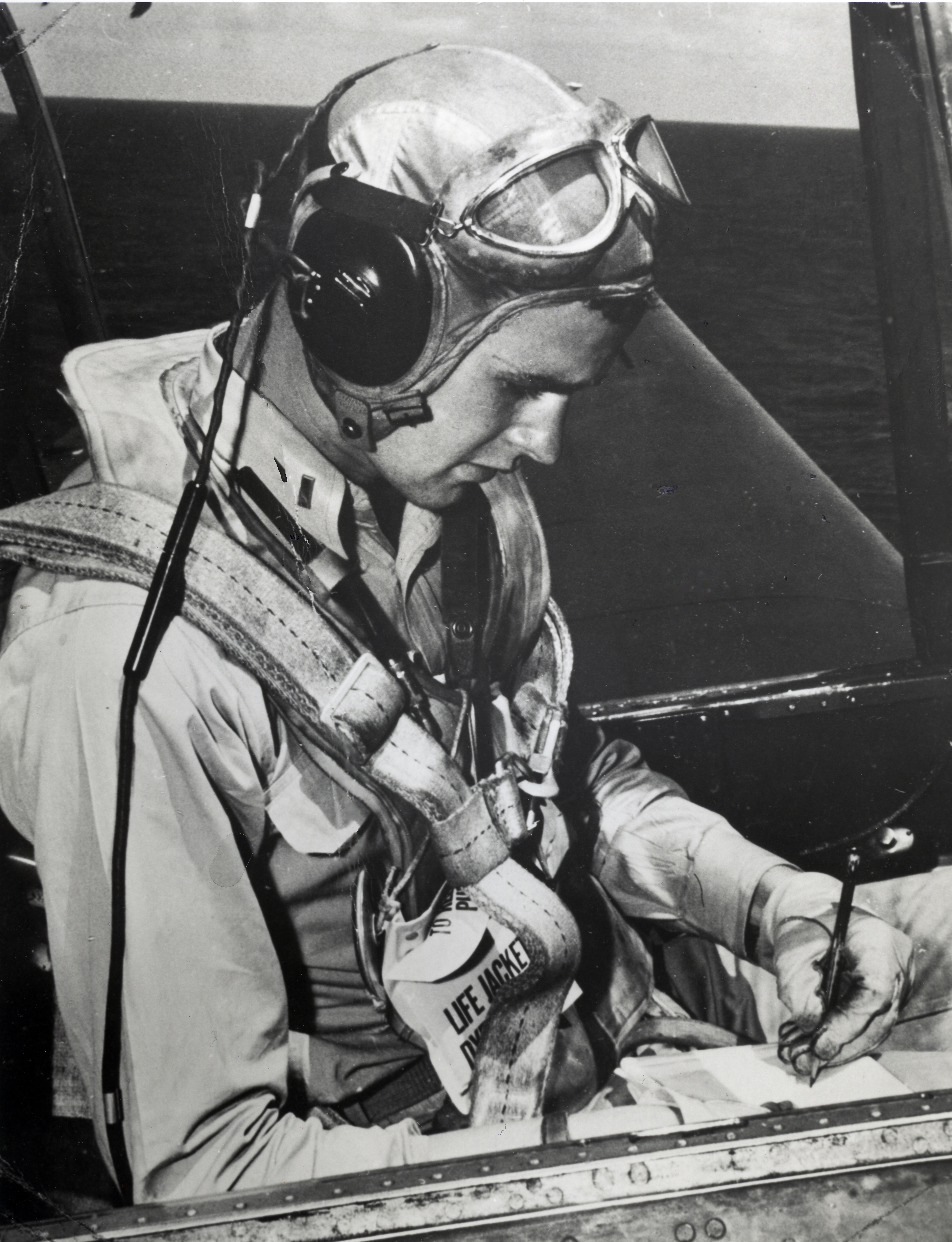
Джордж Буш в своём «Эвенджере» на авианосце «Сан-Хасинто» в 1944 году

Буш впоследствии вернулся на «Сан-Хасинто» в ноябре 1944 года и участвовал в операциях на Филиппинах, пока его эскадрилья не была заменена и отправлена домой в США. В течение 1944 он участвовал в 58 сражениях за что получил Крест за лётные заслуги, три Воздушные медали и Благодарность соединению от президента США (которой наградили авианосец «Сан-Хасинто»).
За свой ценный боевой опыт Буш был назначен на военно-морскую базу «Норфолк» и ставил на крыло новых торпедных пилотов. Позднее он был назначен морским лётчиком в новую эскадрилью торпедоносцев VT-153. После капитуляции Японии Буш был уволен с почётом в сентябре 1945 года.

### Брак и университетские годы
Женился на своей девушке Барбаре в начале 1945 года.
Буш был принят в Йельский университет до зачисления на военную службу и принял предложение после демобилизации и свадьбы. В Йеле он поступил на ускоренную программу, которая позволила ему окончить университет через 2,5 года, вместо 4 лет. Он был членом братства Общество Дельта Каппа Эпсилон и был выбран президентом. Он также возглавлял йельскую бейсбольную команду, и был игроком первой базы, играл в первых двух мировых университетских чемпионатах. Как капитан команды Буш познакомился с Бейбом Рутом. Он окончил Йель как член братства Фи Бета Каппа в 1948 году со степенью бакалавра искусств в экономике.

### Нефтяной бизнес
После окончания Йеля Буш переехал с семьёй в западный Техас. Деловые связи его отца оказались полезными, когда он решился войти в нефтяной бизнес в качестве специалиста по продажам Dresser Industries, дочерней компании Brown Brothers Harriman & Co. Его отец работал там в совете директоров в течение 22 лет. Буш создал Буш-Оверби нефтяную добывающую компанию в 1951 году и два года спустя стал соучредителем Zapata Corporation, нефтяной компании, работающей в техасском Пермианском нефтедобывающем бассейне. Он был назначен в 1954 президентом Zapata Offshore Company, дочерней компании, которая специализировалась на добыче на шельфе. Компания стала независимой в 1958 году, так что Буш перевёл штаб-квартиру из Мидленда, Техас, в Хьюстон. До 1964 года он являлся президентом компании, а в 1964—1966 годах — председателем совета директоров. К этому времени Буш стал миллионером.

### Политическая карьера (1964—1980)

#### Годы в Конгрессе
Буш был председателем республиканской партии по округу Харрис, Техас, в 1964 году, но желая быть более вовлечённым в политику, он выдвинул себя в Сенат от Техаса. После победы в республиканских праймериз Буш столкнулся со своим оппонентом, занимавшим этот пост демократом Ральфом Ярборо. Ярборо раскритиковал Буша как правого экстремиста, и Буш проиграл в общих выборах. Коллега Буша, Джек Кричтон из Далласа, потерял ещё большее количество голосов в тех же выборах губернатору Джону Конналли. Буш и Кричтон иногда делили один и тот же подиум в ходе кампании.

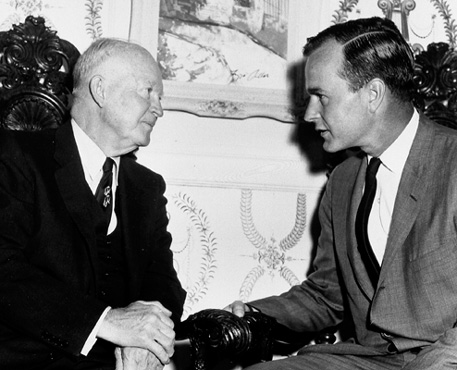
Буш с президентом Дуайтом Эйзенхауэром

Буш не бросил политику и был выбран в 1966 году в Палату представителей от 7-го округа Техаса. Победив демократа Франка Бриско с 57 % голосов, он стал первым республиканцем, представляющим Хьюстон. Его голоса в Палате представителей в целом были консервативными: Буш был против дебатов о местах общественного пользования Акта гражданских прав 1964 года и поддержал открытое голосование, в целом непопулярное в его округе. Он поддержал политику администрации Никсона во Вьетнаме, но не сошёлся с республиканцами в вопросе ограничения рождаемости. Несмотря на свой первый срок в Палате, Буш был назначен во влиятельный бюджетный комитет Конгресса, где он голосовал за отмену обязательного призыва на военную службу. Он был выбран на второй срок в 1968 году.
В 1970 году Никсон убедил Буша оставить его место в Палате представителей, чтобы снова выставить свою кандидатуру на место в Сенате против Ральфа Ярборо, жёсткого критика Никсона. В республиканских праймериз Буш легко победил консервативного Роберта Морриса с преимуществом в 87,6 % против 12,4 %. Однако бывший конгрессмен Ллойд Бентсен, более умеренный демократ и уроженец Миссиона, южный Техас, победил Ярборо в демократических праймериз. Ярборо затем поддержал Бентсена, который победил Буша с перевесом 53,4 % против 46,6 %. Никсон приезжал в Техас, чтобы провести кампанию в Лонгвью в поддержку Буша и его коллеги Пола Еггерса, юриста из Далласа, который был близким другом сенатора Джона Тауэра.

### 1970-е

#### Представитель в ООН
После проигрыша на выборах в 1970 году Буш стал хорошо известен как ярый республиканский бизнесмен из «Солнечного Пояса», группы штатов в южной части страны. Никсон заметил и оценил жертву Буша, потерявшего место в Конгрессе, и назначил его постоянным представителем США при ООН. Он был единогласно утверждён Сенатом и проработал в ООН два года, начиная с 1971 года.

#### Председатель Республиканского национального комитета
В середине Уотергейтского скандала Никсон попросил Буша стать председателем Республиканского национального комитета в 1973 году. Буш принял предложение и занял это место, когда популярность Никсона и республиканской партии стремительно падала. Он преданно защищал Никсона, но позднее, когда причастность Никсона стала явной, Буш сконцентрировался на защите Республиканской партии, сохранив при этом лояльность Никсону. Как председатель, Буш формально требовал, чтобы Никсон в итоге подал в отставку для блага Республиканской партии. После отставки Никсона 9 августа 1974 года Буш записал в своём дневнике: «Была атмосфера уныния, как будто кто-то умер… Речь давила на Никсона — удар или даже два в прессе — чудовищное напряжение. Никто не мог помочь, все смотрели на семью и вещи в целом, думали о его достижениях и затем о стыде… действительно, новый дух — новый подъём».

#### Представитель в Китае
Джеральд Форд, преемник Никсона, назначил Буша главой американского бюро по связям с Китайской Народной Республикой. Поскольку США в то время поддерживали официальные связи с республикой Китай на Тайване, а не с КНР, Бюро по связям не имело официального статуса посольства, и Буш формально не был «послом», хотя неофициально был таковым. Время, которое он провёл в Китае, — 14 месяцев — оказалось очень выгодным для американо-китайских отношений.
После вступления Форда в должность президента Буш серьёзно рассматривался как кандидат на должность вице-президента. Сенатор Барри Голдуотер из Аризоны отказался от своей кандидатуры и поддержал Буша, который, как сообщали, при поддержке своих сторонников начал внутреннюю кампанию, чтобы стать кандидатом. Форд со временем сузил свой список до Нельсона Рокфеллера и Буша. Однако глава администрации Белого Дома Дональд Рамсфелд, по сообщениям, предпочёл Рокфеллера вместо Буша. Рокфеллер в итоге был назначен на должность и утверждён.

#### Директор ЦРУ
В 1976 году Форд вернул Буша в Вашингтон, назначив директором ЦРУ. Он проработал на этой должности 357 дней с 30 января 1976 года по 20 января 1977 года. ЦРУ сотрясалось от череды разоблачений, включая расследование комитета Черча, касающееся незаконной и несанкционированной деятельности ЦРУ, и Бушу было доверено восстановить репутацию управления. В своей должности Буш провёл брифинг по национальной безопасности с Джимми Картером как кандидатом в президенты и избранным президентом, и обсудил возможность остаться в данной должности при Картере, но этого не случилось.

#### Другие должности
После ухода из ЦРУ Буш стал председателем исполнительного комитета Первого Международного Банка в Хьюстоне. В 1978 году в Университете Райс открылась Школа бизнеса Джоан, и Буш был приглашён туда в качестве неполного профессора административных наук. Буш проработал в Школе год и позднее говорил об этом периоде: «Я любил это недолгое время в академическом мире». В 1977—1979 годах он также являлся директором Совета по международным отношениям, организации по международной политике.

### Президентская кампания 1980 года

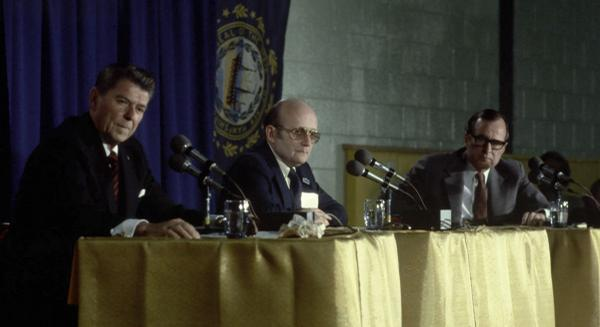
Буш (справа) и Рейган (слева) на дебатах в Нашуа

В конце 1970-х Буш решил, что готов выставить свою кандидатуру на президентских выборах 1980 года. В ходе избирательной кампании 1979 года он посетил 850 политических мероприятий и проехал более 400000 км. В качестве главного козыря Буш выдвинул свой богатый правительственный опыт. Его конкурентами были сенатор Ховард Бейкер из Теннесси, сенатор Боб Доул из Канзаса, конгрессмен Джон Андерсен из Иллинойса (который позднее будет независимым), конгрессмен Фил Крейн, также из Иллинойса, бывший губернатор Джон Конналли из Техаса и фаворит среди республиканцев Рональд Рейган, бывший актёр и губернатор Калифорнии.
На праймериз Буш сфокусировался почти полностью на Съезде фракций в Айове, тогда как Рейган проводил более традиционную кампанию. Буш представлял центристское крыло, тогда как Рейган представлял консерваторов. Буш едко назвал рейгановский план по серьёзному сокращению налогов для стимулирования предложения товаров «шаманской экономикой». Его стратегия оказалась достаточно верной и помогла ему выиграть в Айове с 31,5 % голосов против рейгановских 29,4 %. В результате проигрыша Рейган заменил своего менеджера кампании, реорганизовал штаб и сконцентрировался на праймериз в Нью-Гемпшире. Два кандидата согласились провести дебаты в штате, организованные газетой «Nashua Telegraph», и оплаченные штабом Рейгана. Рейган также пригласил других четырёх кандидатов, но Буш отказался от дебатов с ними, и в итоге они уехали. Самым запоминающимся моментом дебатов явилось решение арбитра Джона Брина выключить микрофон Рейгана, на что тот со злостью ответил: «Я плачу за этот микрофон, мистер Брин». Буш проиграл праймериз в Нью-Гемпшире с 23 % против 50 % у Рейгана. Буш также проиграл большинство оставшихся праймериз и формально выбыл из гонки в мае.
С кажущимся мрачным политическим будущим Буш продал свой дом в Хьюстоне и купил поместье своего деда в Кеннебанкпорте, Мэн, известное как «Уокерс Пойнт». На съезде республиканской партии, однако, Рейган выбрал Буша своим кандидатом в вице-президенты, давая ему выигрышный республиканский президентский билет 1980 года.

### Вице-президентство (1981—1989)

#### Первый срок (1981—1985)
В качестве вице-президента Буш в целом занимался низкопрофильной работой, признав конституционные ограничения своей должности. Он любым способом избегал принятия решений и критики Рейгана. Он и его жена переехали в резиденцию вице-президента в округ обсерватории номер один, около двух миль от Белого Дома. Семья Буша посещала большое количество общественных и торжественных мероприятий в силу своего статуса, включая много похорон, которые стали обычной шуткой для комедиантов. Миссис Буш нашла похороны весьма полезными, сказав: «Джордж встречался с многими нынешними и будущими главами штатов на похоронах, которые он посещал, позволив ему выковать личные отношения, которые были полезны президенту Рейгану». В качестве президента Сената, Буш оставался на связи с членами Конгресса и держал президента в курсе всех событий на Капитолийском холме.

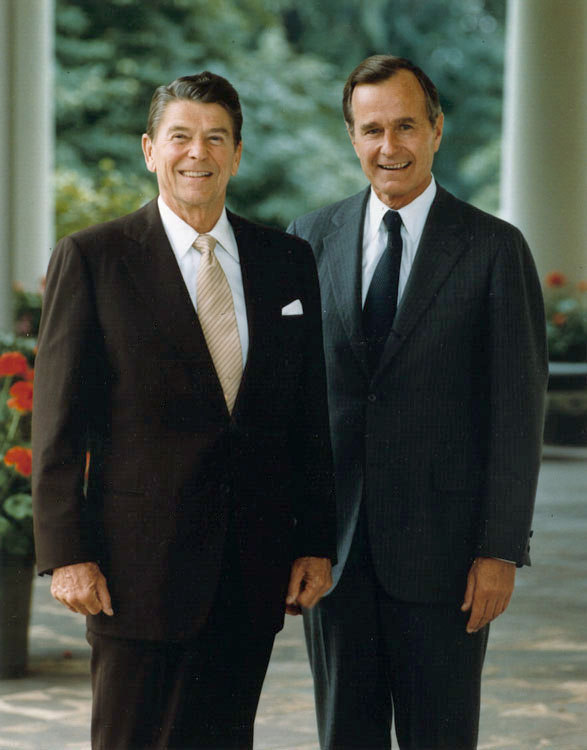
Буш с президентом Рональдом Рейганом

30 марта 1981 года в Вашингтоне было совершено покушение на Рейгана, в результате которого он был серьёзно ранен. Буш в это время был в Далласе и немедленно вернулся в Вашингтон. Был созван кабинет Рейгана в Белом Доме, где они обсудили различные вопросы, включая работоспособность ядерного чемоданчика. Когда самолёт Буша приземлился, его помощники посоветовали ему направиться сразу в Белый Дом на вертолёте, так как нужен был образ функционирующего правительства, несмотря на покушение. Буш отклонил совет, ответив: «Только Президент может приземляться на Южном газоне». Это имело положительный эффект на Рейгана, который оправился и вернулся к работе через две недели. С этого момента они регулярно обедали в Овальном кабинете по четвергам.

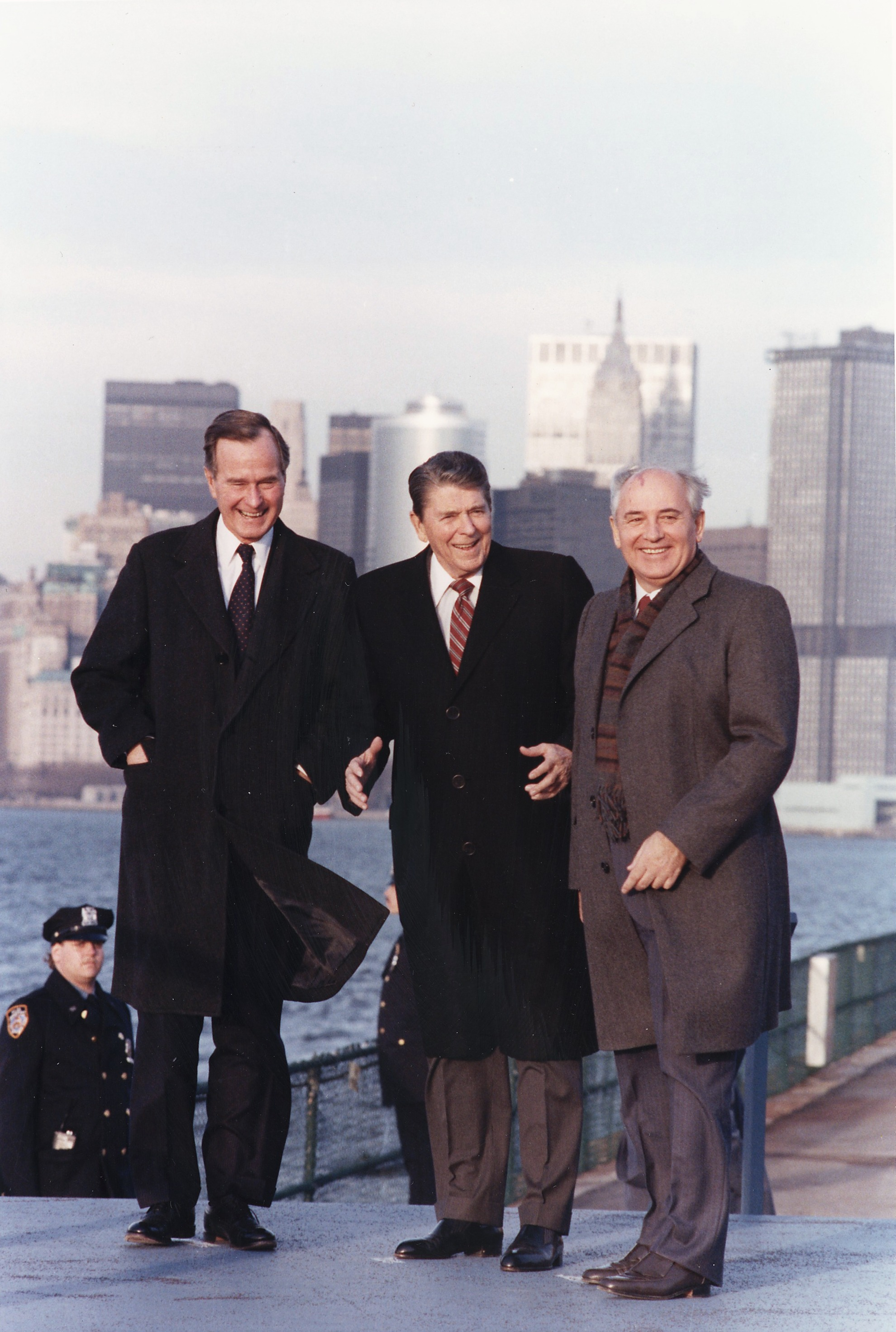
Генеральный секретарь ЦК КПСС Михаил Горбачёв, президент США Рональд Рейган и вице-президент США Джордж Буш на прогулке по острову Говернорс-Айленд во время визита М. Горбачева в США в 1988 году.

Буш был назначен Рейганом главой двух специальных комиссий: по дерегулированию и борьбе с международной наркоторговлей. Специальная комиссия рассматривала сотни норм, давая особые рекомендации — какие из них дополнить, а какие пересмотреть для того, чтобы сократить размер федерального правительства. Специальная комиссия по борьбе с наркоторговлей координировала федеральные усилия по сокращению количества наркотиков, ввозимых в США. Обе комиссии были популярны среди консерваторов, и Буш, будучи умеренным, начал искать их расположения через свою работу.
Представлял США на похоронах Л. И. Брежнева в ноябре 1982 года в Москве.
Рейган и Буш выставили свои кандидатуры на переизбрание в 1984 году. Оппонент от демократов, Уолтер Мондейл, впервые в истории выбрал своим кандидатом на должность вице-президента женщину — конгрессмена от Нью-Йорка Джеральдин Ферраро. Она и Буш провели единственные на телевидении вице-президентские дебаты. Буш представлял Лигу плюща, тогда как Ферраро представляла округ «синих воротничков» Куинс, Нью-Йорк; это в паре с высокой популярностью среди журналистов-женщин поставило Буша в невыгодное положение. Однако пара Рейган — Буш одержала полную победу над парой Мондейл — Ферраро.

#### Второй срок (1985—1989)
В начале второго срока в качестве вице-президента Буш со своими помощниками планировал выставить свою кандидатуру на президентских выборах 1988 года. В конце 1985 года комитет был сформирован и собрал свыше двух миллионов долларов за Буша. Буш стал первым вице-президентом, официально исполняющим обязанности президента, когда 13 июля 1985 года Рейган перенёс операцию по удалению полипов из кишечника. Буш исполнял обязанности президента в течение 8 часов.
Администрация сотряслась от скандала в 1986 году, когда вскрылось, что чиновники администрации втайне продавали оружие Ирану, а на вырученные средства финансировали антикоммунистическую группировку Контрас в Никарагуа, что было прямым нарушением закона. Когда дело Иран-контрас попало в прессу, Буш, как и Рейган, заявил, что не подозревал о скрытых фондах, хотя это позднее ставилось под сомнение. Оценка общественного мнения, проведённая в то время, указывала, что общественность сомневалась в объяснении Буша, что он был «невинным свидетелем», когда происходили сделки. Это сформировало мнение, что он — трус. Однако его неистовство в ходе интервью с Дэном Рафером на телеканале CBS вернуло Бушу утраченную было репутацию.
В качестве вице-президента Буш официально открыл Панамериканские игры 1987 года в Индианаполисе.

### Президентская кампания 1988 года

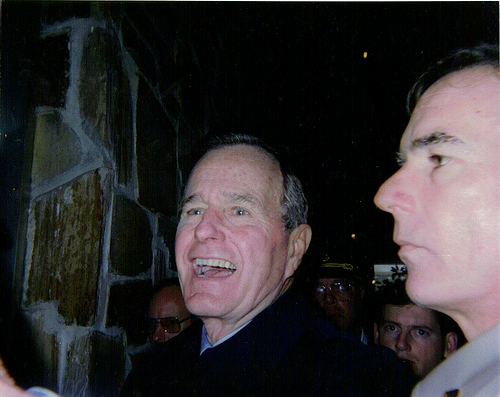
Буш в Нашуа, Нью-Гемпшир в 1987 году

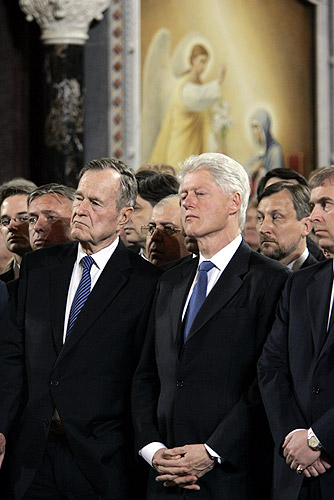
Похороны Бориса Ельцина в 2007 году. На фото: Джордж Буш — старший (слева), Билл Клинтон (справа)

Буш планировал выставить свою кандидатуру на выборах президента, начиная с 1985 года, и в октябре 1987 года в очередной раз принял участие в республиканских праймериз. Его конкурентами были сенатор Боб Доул из Канзаса, конгрессмен Джек Кемп из Нью-Йорка, бывший губернатор Пьер Дюпон из Делавэра и консерватор — христианский телевангелист Пэт Робертсон.
Рассматриваемый как фаворит, Буш, однако, стал третьим в Айове после Доула и Робертсона. По примеру Рейгана в 1980 году, Буш реорганизовал свой штаб и сконцентрировался на праймериз в Нью-Гемпшире. Буш начал телевизионную кампанию, описывая Доула как сторонника увеличения налогов. Буш одержал победу в праймериз штата. Буш продолжил победный путь, выиграв многие праймериз в южных штатах. Когда начались групповые праймериз (такие, как Супер-Четверг), организационная сила Буша и лидерство в сборе средств оказались не по силам другим кандидатам, и он стал кандидатом от республиканцев.
При подготовке к съезду Республиканской партии в 1988 году было много обсуждений по поводу того, кого выберет Буш своим кандидатом в вице-президенты. Буш выбрал малоизвестного сенатора Дэна Куэйла из Индианы, поддерживаемого консерваторами. Несмотря на популярность Рейгана, Буш отставал от кандидата от демократов Майкла Дукакиса, в то время губернатора Массачусетса, во многих опросах.

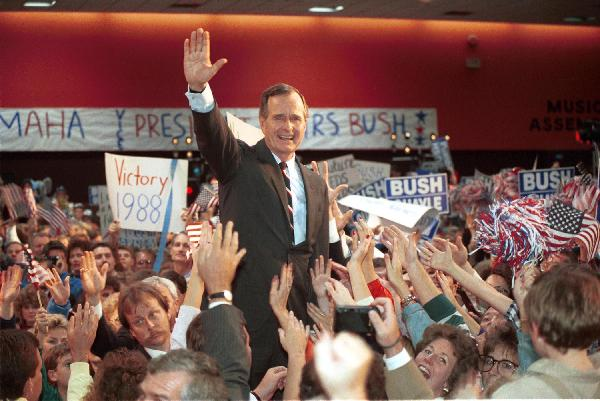
Кампания Буша в Омахе, Небраска, 1988.

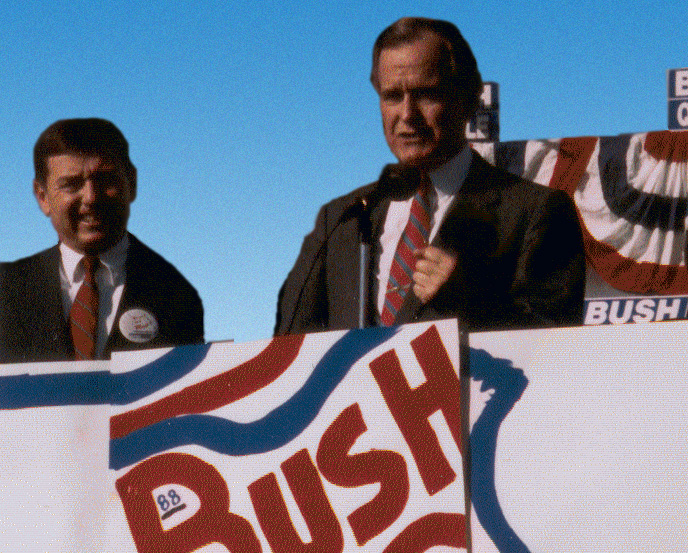
Кампания Буша в Сент-Луисе, Миссури. Слева — Джон Ашкрофт. 1988

Буш, которого иногда критиковали за отсутствие ораторских качеств по сравнению с Рейганом, произнёс яркую речь на съезде Республиканской партии в 1988 году. Речь, известная как «Тысяча красок света», описывала видение Бушем Америки: он поддержал Клятву верности флагу США, школьную молитву, смертную казнь, право на владение оружием и своё неприятие абортов. Речь на съезде содержала известную клятву Буша: «Читайте по моим губам: нет новым налогам».
Кампанию на общих выборах между двумя кандидатами описывали как одну из самых отвратительных в современной истории. Буш критиковал Дукакиса за загрязнение Бостонской бухты как губернатора Массачусетса. Буш также подчёркивал, что Дукакис противился закону, который требовал, чтобы все кандидаты приносили Клятву верности флагу США — тему, хорошо освещённую в речи Буша.
Безусловное неприятие Дукакисом Клятвы верности флагу США привело к провокационному вопросу в ходе президентских дебатов. Модератор Бернард Шоу спросил Дукакиса гипотетически, поддержит ли он смертную казнь, если его жена Китти была бы изнасилована и убита. Дукакис ответил, что нет, так же как в рекламе о Вилли Хортоне, что дало вклад в его характеристику Бушем как «снисходительному к правонарушениям».

Голоса президентских выборщиков по штатам в 1988 году

Буш победил Дукакиса и его кандидата в вице-президенты Ллойда Бентсена в Коллегии выборщиков США с 426 голосами против 111 (Бентсен получил один голос от недобросовестного выборщика). В национальном масштабе Буш набрал 53,4 % голосов избирателей против 45,6 % у Дукакиса. Буш стал первым с 1836 года вице-президентом, ставшим президентом в результате победы на выборах. Также он стал первым с 1929 года избранным президентом, чей предшественник принадлежал к той же партии.[прояснить]

### Президентство (1989—1993)

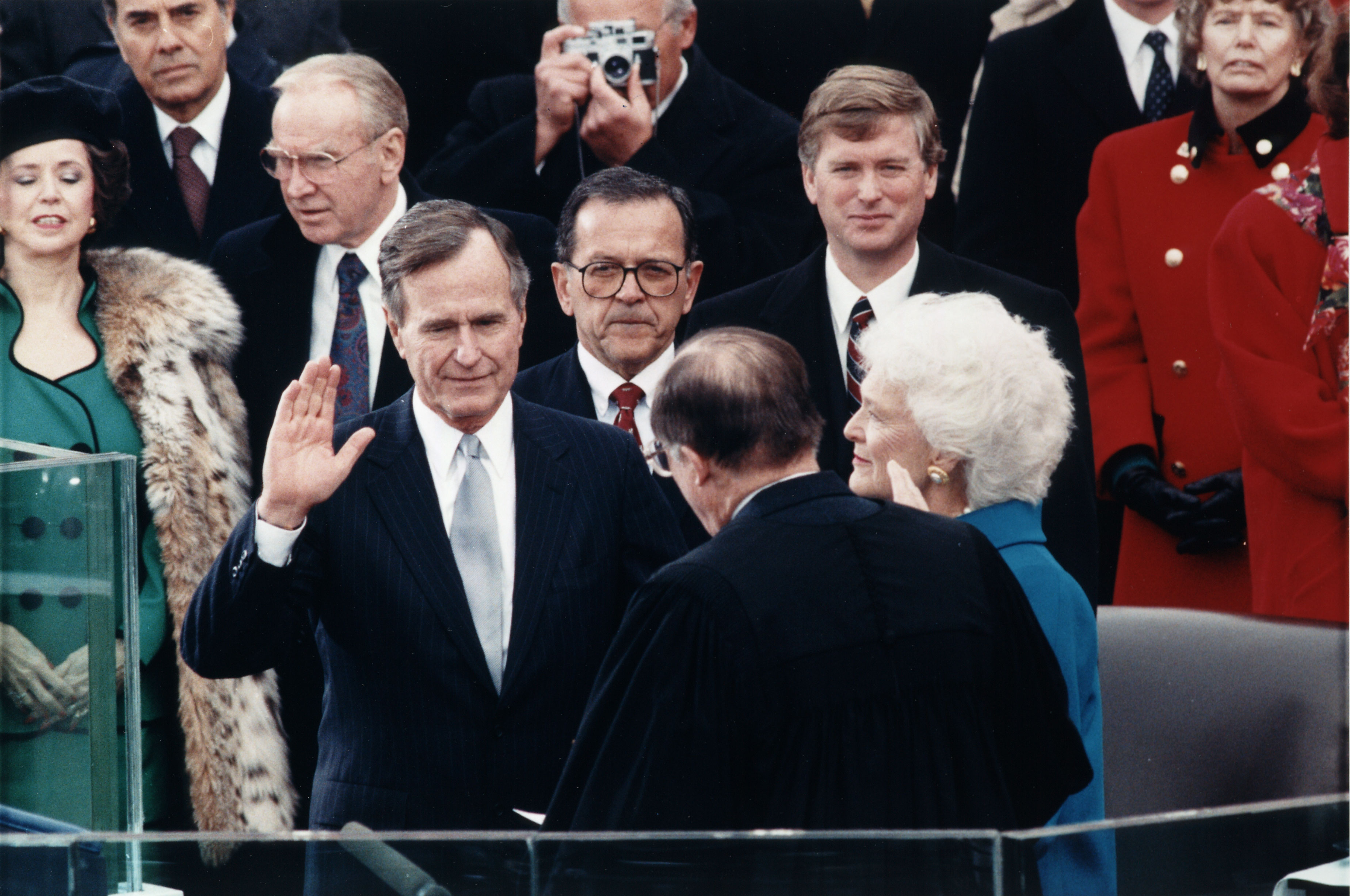
Председатель Верховного суда США Уильям Ренквист принимает присягу Буша во время инаугурации, 20 января 1989 года.

Инаугурация Джорджа Герберта Уокера Буша прошла 20 января 1989 года. Он возглавил Соединённые Штаты в период больших изменений в мире: распада СССР, падения коммунизма в странах Восточной Европы, воссоединения Германии.
В своей инаугурационной речи Буш сказал:
Я стою перед вами и полагаю, что президентство имеет большие перспективы. Мы живём в мирное, благополучное время, но мы можем сделать его ещё лучше. Когда подует новый ветер, и мир, обновлённый свободой, покажется родившимся заново, в сердцах людей дни диктаторов закончатся. Тоталитарная эра проходит, старые идеи сдуваются как листья со старых безжизненных деревьев. Дует новый бриз, и нация, обновлённая свободой, готова к действиям. Есть новая земля, которую следует вспахать, и новые действия, которые следует предпринять.

#### Международная политика
См. также: Операция «Буря в пустыне»

Он отдал приказ о военных операциях в Панаме в 1989 году и в Персидском заливе в 1991 году, и имел очень высокий рейтинг доверия среди населения в 89 %.

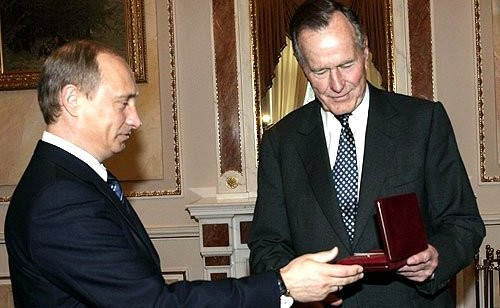
Путин и Буш

В 1982, 1984 и 1985 годах представлял США на похоронах советских лидеров: Брежнева, Андропова, Черненко. В августе 1991 года нанёс визит в СССР, в своих выступлениях в Киеве поддерживал президента СССР Михаила Горбачёва и предостерегал Украину от выхода из Советского Союза. Но уже в декабре того же года, после провала Августовского путча, подписания Беловежских соглашений и Алма-Атинской декларации о распаде СССР, выступил с речью о признании со стороны США государств постсоветского пространства.
В феврале 1992 года Буш с президентом России Борисом Ельциным подписали документ об окончании Холодной войны.

#### Экономика
В начале срока Буш столкнулся с проблемой дефицита бюджета, оставшегося после Рейгана. Дефицит в размере 220 миллиардов долларов в 1990 году вырос в три раза с 1980 года. Буш посвятил себя сдерживанию дефицита, полагая, что без этого Америка не может быть мировым лидером. Он стал убеждать Конгресс, контролируемый демократами, действовать в соответствии с бюджетом и сократить государственные расходы. Однако демократы полагали, что единственный путь — это увеличить налоги. Буш столкнулся с проблемами в попытках найти консенсус. Однако экономическая рецессия и повышение налогов, которое в ходе предвыборной кампании он обязался ни в коем случае не применять, а также заметно увеличившаяся безработица (7,5 % трудоспособного населения в 1992 году) вызвали резкий спад в его рейтинге, и Буш проиграл на выборах 1992 года.

#### Легализация абортов
Весьма чувствительным ударом по республиканцам при Буше стало решение Верховного суда США, который 5 голосами против 4-х в 1992 году признал право женщин на аборт. При этом среди поддержавших данное решение были двое судей, которые заняли этот пост по рекомендации противника абортов Р. Рейгана.

### После президентства

#### Состояние здоровья
27 декабря 2012 года был доставлен в реанимацию (обострение хронического бронхита с высокой температурой на фоне болезни Паркинсона). Ранее 23 ноября 2012 года был госпитализирован в больницу с бронхитом.
Тем не менее Джордж Буш — старший отметил свой 90-летний юбилей прыжком с парашютом. Экс-президент США и отец экс-президента США Джорджа Буша — младшего таким образом отмечал свой День рождения каждые 5 лет, начиная с 75-летия. Экс-президент страдал болезнью Паркинсона и вынужден был передвигаться в инвалидном кресле. В этот раз из соображений безопасности Буш-старший совершил прыжок в тандеме с опытным армейским парашютистом сержантом Майком Эллиоттом.
14 января 2017 года Джорджа Буша госпитализировали из-за проблем с дыханием в больницу города Хьюстон. Позднее стало известно, что экс-президент пошёл на поправку и отключён от аппарата искусственного дыхания. Причиной проблем со здоровьем стала пневмония. Также была госпитализирована и его жена Барбара, которая жаловалась на кашель и слабость.
24 апреля 2018 года 93-летний Джордж Буш — старший попал в больницу города Хьюстон из-за сепсиса (организм поразила инфекция, попавшая в кровь).
5 мая 2018 года Джордж Буш — старший был выписан из больницы, врачи описывали его состояние, как хорошее.
27 мая 2018 года бывший американский лидер был снова госпитализирован в одну из больниц в Южном Мэне, где экс-политик традиционно проводил летний сезон, из-за низкого кровяного давления и общей слабости. 5 июня пресс-секретарь семьи Буш Джим МакГрат в Twitter сообщил, что Буша-старшего выписали из больницы.

#### Смерть
Скончался 30 ноября 2018 года в одной из больниц Хьюстона (штат Техас) в возрасте 94 лет. Похоронен 6 декабря 2018 года на территории президентской библиотеки при Техасском сельскохозяйственном и машиностроительном университете в моногороде Колледж-Стейшен.

## Рекорды долголетия
24 ноября 2017 года Дж. Буш превзошёл Дж. Форда по продолжительности жизни (93 года 5 месяцев и 12 дней), однако самым долгоживущим президентом США не стал, его превзошёл Джимми Картер, достигший 100 лет.
Являлся одним из шести Президентов Соединённых Штатов Америки, преодолевших 90-летний рубеж (в хронологическом порядке: Джон Адамс, Герберт Гувер, Рональд Рейган, Джеральд Форд, Джордж Буш, Джимми Картер), и одним из четырёх, доживших до 93 лет.
12 июня 2018 года политик стал первым в истории США бывшим президентом, достигшим возраста 94 года (после него этого возраста достиг также Дж. Картер). Кроме того, Буш-старший являлся одним из самых долгоживущих вице-президентов страны, наряду с Джоном Нэнсом Гарнером, умершим 7 ноября 1967 года, за 15 дней до своего 99-летия.

## Личная жизнь
Буш женился на Барбаре Пирс (1925—2018) 6 января 1945 года, через неделю после возвращения с Тихого океана.
В браке родились 6 детей:
- Джордж Уокер Буш (будущий президент США, родился в 1946);
- Паулина Робинсон Буш[англ.] («Робин», 1949—1953, умерла от лейкоза);
- Джон Эллис «Джеб» Буш (родился в 1953);
- Нейл Маллон Буш (родился в 1955);
- Марвин Пирс Буш[англ.] (родился в 1956);
- Дороти Буш Кох[англ.] (родилась в 1959)[40].

## Награды

### Американские
За время воинской службы был награждён Крестом лётных заслуг, Воздушной медалью с двумя золотыми звёздами, Президентская благодарность подразделению (флот), медалями «За Американскую кампанию», «За Азиатско-тихоокеанскую кампанию», Победы во Второй мировой войне.
- Почётная медаль острова Эллис (н/д)[46]
- Филадельфийская медаль Свободы совместно с Уильямом Дж. Клинтоном (2006)[47].
- Президентская медаль Свободы (2010)[48]. Вручена президентом США Бараком Обамой в Белом доме[49].

### Иностранные
- Орден Заслуг pro Merito Melitensi степени кавалера Большого креста (Мальта, н/д)[50].
- Орден Бани степени Рыцаря-Командора (Великобритания, 1993)[51][52][53].
- Орден Британской империи степени Рыцаря-Командора (Великобритания, 1993)[54][55][56].
- Цепь ордена Мубарака Великого (Кувейт, 1993)[57].
- Почётный гражданин Кракова (Польша, 27 мая 1994)[58]
- Орден «За заслуги перед Федеративной Республикой Германия» степени кавалера Большого креста особой степени (Германия, 1994)[59].
- Орден Заслуг перед Республикой Польша степени кавалера Большого креста (Польша, 1995)[60][61].
- Почётный гражданин Гданьска (Польша, 1997)[62]
- Орден Белого льва 1-й степени (Чехия, 1999)[63][64][65].
- Почётный гражданин Берлина (Германия, 8 ноября 1999)[66]
- Орден Заслуг перед Республикой Венгрия степени кавалера Большого креста с цепью (Венгрия, 2001)[67][68][69][70].
- Орден «Достык» I степени (Казахстан, 10 декабря 2001) — за значительный вклад в укрепление мира, дружбы и сотрудничества между государствами и народами, а также в связи с 10-летием независимости республики[71][72][73].
- Золотая медаль Свободы[алб.] (Косово, 2004)[74].
- Орден Креста земли Марии 1-го класса (Эстония, 2005)[75][76][77].
- Юбилейная медаль «60 лет Победы в Великой Отечественной войне 1941—1945 гг.» (Россия, 2005)[78][79][80][81][82].

## Киновоплощения
- Джон Рорк
  - Голый пистолет 2 1/2: Запах страха / The Naked Gun 2½: The Smell of Fear (1991; США) режиссёр Дэвид Цукер.
  - Молчание ветчины (1994).
  - Мужество в бою (1996).
- На Дерибасовской хорошая погода, или на Брайтон-Бич опять идут дожди (1992) — Владимир Седов.
- Буш (2008) — Джеймс Кромуэлл.